# Åtalet mot Donald Trump i New York

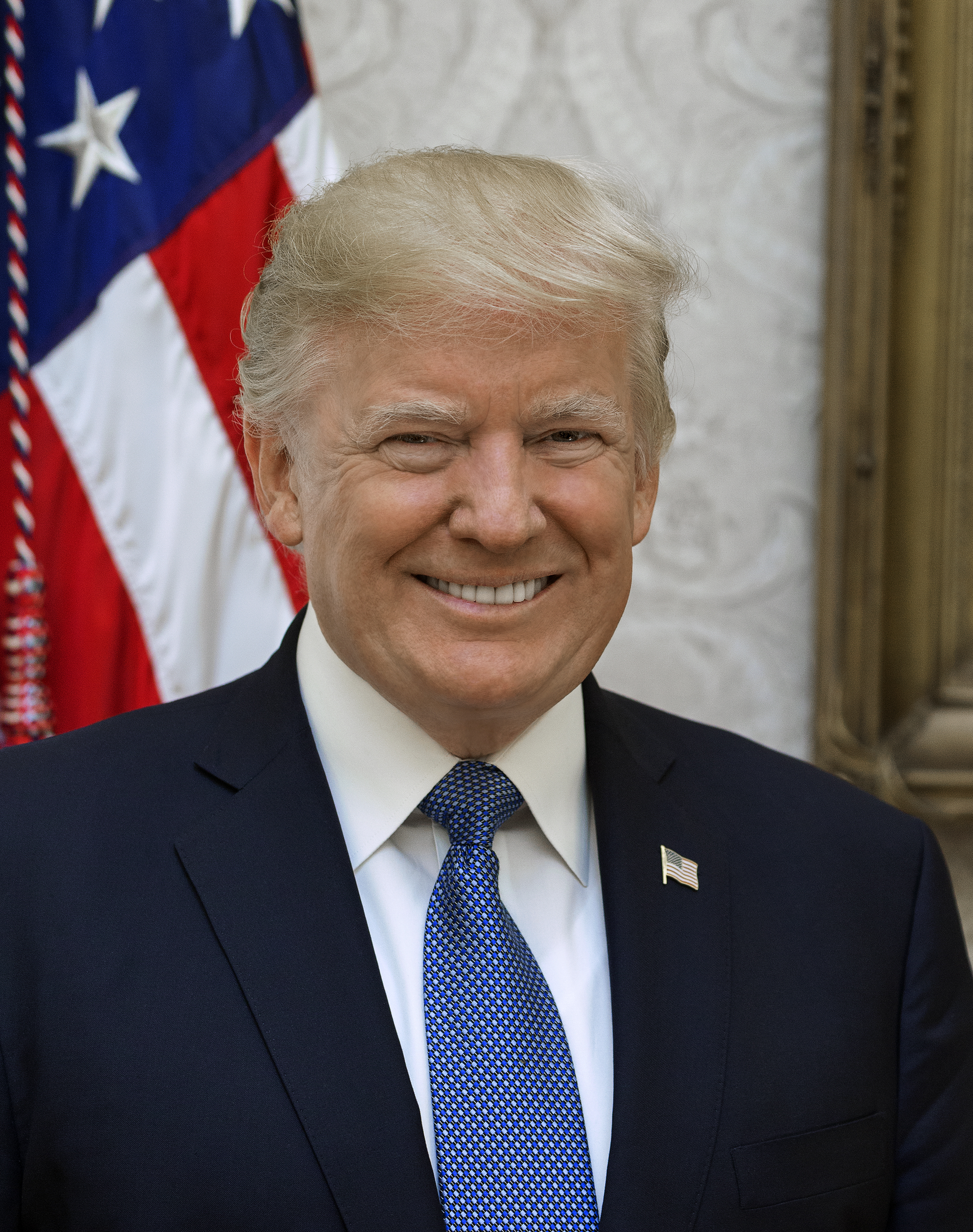
Donald Trump.

Åtalet mot Donald Trump i New York, egentligen The People of the State of New York v. Donald J. Trump, ungefär Folket i delstaten New York mot Donald J. Trump, är ett åtal mot USA:s 45:e president Donald Trump lett av New York Countys distriktsåklagare Alvin Bragg. Trump åtalades för bokföringsbrott i samband med att pengar betalades till porrskådespelerskan Stormy Daniels (Stephanie Clifford) före presidentvalet 2016, för att hon inte skulle berätta om ett förhållande hon hävdar att de har haft. 
Trump åtalades den 30 mars 2023 på 34 punkter av bokföringsbrott och blev formellt arresterad den 4 april i en delstatlig domstol på Manhattan. Trump nekade till alla anklagelser. Den 30 maj 2024 fann juryn honom skyldig på alla åtalspunkter. Han blev därmed den första amerikanska expresidenten att åtalas och dömas för brott. Domaren meddelade brottspåföljden den 10 januari 2025.

## Bakgrund
Enligt Daniels ägde affären rum under 2006.
Pengarna, 130 000 dollar, betalades ut av Trumps advokat Michael Cohen i samband med presidentvalet i USA 2016. I utbyte skrev Daniels på ett sekretessavtal. Året därefter betalades pengarna tillbaka till Cohen och bokfördes som advokatkostnader. Utbetalningarna till Cohen dubblerades för att kompensera honom för skatteeffekter.
Trump har medgett att han uppmanat Cohen att betala ut pengarna, men inte att affären ägt rum.
Cohen har medgett brott mot kampanjfinansieringslagen, och dömdes 2018 för detta och andra brott till tre års fängelse.

## Åtalspunkterna
Alla de 34 åtalspunkterna gäller svårare fall av bokföringsbrott (engelska falsifying business records in the first degree) som ska ha begåtts mellan den 14 februari och 5 december 2017.
Bokföringsbrott i sig är enligt lagarna i staten New York en lindrig förseelse men om det sker med syftet att dölja annan brottslig verksamhet så är det ett svårare brott (felony). Det man försökt dölja är enligt åklagarna brott mot den federala kampanjfinansieringslagen, brott mot New Yorks vallag och skattebrott.
Var och en av åtalspunkterna har ett maximalt straff på fyra års fängelse men i New York kan det sammanlagda straffet bli högst 20 års fängelse. Eftersom Trump tidigare är ostraffad så ses det som osannolikt att han skulle dömas till fängelse.

## Förberedande förhandlingar
Under 2023 krävde Trumpsidan att den förordnade domaren, Juan Merchan, skulle förklaras jävig, och därmed avskiljas från målet, eftersom hans dotter är engagerad i en konsultfirma som bland annat har demokrater som kunder. En etisk nämnd avslog begäran.
Under veckan innan rättegången skulle starta (alltså under vecka 14 år 2024) begärde Trumpsidan att målet skulle skjutas upp på sju grunder, vilka behandlades av en högrerättsdomare i New York vid tre separata (kortfattade) förhandlingar, och avslogs. Trump begärde att målet skulle vara vilande tills högre instanser behandlat bland annat hans överklaganden av förbudet att angripa vissa personer i sociala medier, av en tidsgräns på 72 timmar domaren satt för exempelvis krav på att vissa vittnen inte finge kallas, av att åtalet även gällde brott som Trump påstods ha begått medan han var president (trots att Trump hävdade att han som president vore skyddad mot alla åtal utom riksrätt), av att Merchan inte skilts från målet (trots att hans dotter arbetade i en konsultfirma som bland annat hade demokrater som kunder), och av att målet inte flyttats från Manhattan (där Trump ansåg sig inte kunna få en rättvis rättegång).
Inför rättegången förbjöd Merchan Trump att uttala sig offentligt om jurymedlemmar, möjliga vittnen och andra personer inblandade i rättegången (förutom Merchan själv och åklagaren), samt om nära anhöriga till personer knutna till domstolen (inklusive anhöriga till Merchan och åklagaren).

## Rättegången
Rättegången påbörjades den 15 april 2024. Trots förbudet att uttala sig, fortsatte Trump under första veckan med vad åklagarsidan hävdade var personangrepp mot bland andra Merchans dotter och mot huvudvittnet Michael Cohen. Trumps advokat Emil Bove invände att Trump bara hade svarat politiskt på attacker från Cohen men Trump dömdes vid två olika tillfällen för tio fall av domstolstrots. Domaren varnade också Trump att han kunde komma att fängslas om han fortsatte.
Åklagarna kallade totalt 18 vittnen, men flera av dem vittnade bara för att verifiera olika dokument som las fram som bevis. Huvudvittnena var David Pecker (tidningsutgivare för National Enquirer),  Hope Hicks (tidigare kommunikationschef åt Trump), Stormy Daniels och Michael Cohen. (Åklagarna avstod från att kalla Karen McDougal, som också hävdat att hon haft ett förhållande med Trump och fått betalt för att dölja det, eftersom betalningen till henne inte var kopplad till bokföringsbrottet.) 
Åklagarna försökte visa att Pecker, Cohen och Trump hade samarbetat för att publicera negativa artiklar om Trumps motståndare i presidentvalskampanjen 2016 och dölja negativa nyheter om Trump, i strid med kampanjfinansierings- och vallagen. Vidare försökte de visa att utbetalningarna till Cohen hade bokförts på ett felaktigt sätt för att dölja brottslig verksamhet, och att Trump var medveten om detta.
Försvaret förnekade att Trump haft ett förhållande med Daniels och hävdade att betalningarna till Cohen var för vanliga advokatkostnader. De fokuserade på att undergräva Daniels och, framför allt, Cohens trovärdighet i långa korsförhör. Försvarets enda egentliga vittne, den Trump-lierade advokaten Robert Costello, kallades också för att ifrågasätta Cohens trovärdighet. Costello varnades av domaren för sitt uppträdande i rättssalen. Trump själv avstod från att vittna under ed.    
Efter slutpläderingar i målet den 28 maj överlade juryn under två dagar innan de förklarade Trump skyldig på alla åtalspunkter. Samtidigt bestämde domaren att straffet skulle meddelas den 11 juli. 
Efter att USA:s högsta domstol den 1 juli slog fast att Trump omfattas av åtalsimmunitet för handlingar i ämbetet, sköts meddelandet av påföljden upp till den 18 september, för att rätten skulle hinna överväga påverkan av beslutet i högsta domstolen. I början av september meddelande domaren att beslutet om påföljd skjuts upp ännu en gång, till 26 november. Anledningen var att domaren inte ville att det skulle uppfattas som att beslutet var avsett att påverka utgången av presidentvalet, som hålls 5 november och där Trump är Republikanernas kandidat.

### Tidslinje
Under första rättegångsveckan (vecka 15, 15–19 april) utsågs juryn (12 medlemmar samt 6 ersättare) som skulle avgöra huruvida Trump var skyldig enligt åtalet. Juryn skulle i princip vara anonym, men massmedia gav såpass många detaljer om jurymedlemmarna att en redan utsedd jurymedlem hade blivit avslöjad inför vänner och bekanta, kände sig utsatt för press från dessa, och på egen begäran befriades från uppdraget. (Nya ledamöter utsågs i stället för dem som befriades från uppdraget.) Man förhandlade också om vilken bevisning som får läggas fram inför juryn. Domaren beslutade att innehållet i ett inspelat yttrande av Trump som ansetts sexistiskt kunde få läggas fram, men däremot inte själva inspelningen spelas upp. Han uppsköt beslutet om vilka tidigare domslut mot Trump som skulle kunna tas upp, om Trump valde att vittna (och därmed kunde utsättas för korsförhör av åklagaren).
Trumps advokater krävde att Merchan skulle förklara sig själv jävig, och inte mer befatta sig med målet, eftersom hans dotter är engagerad i en konsultfirma som bland annat har demokrater som kunder. Merchan avslog begäran.
Under andra veckan (vecka 16) inleddes huvudförhandlingen med att åklagaren och försvararen höll sina inledningsanföranden, och flera åklagarvittnen hördes. Största delen av tiden ägnades förhöret av David Pecker. Denne vittnade om att hans tidning på uppdrag förmedlade av Michael Cohen sedan 2015 dels publicerade positiva artiklar om Trumpmedarbetare och dels varnade för och deltog aktivt i att stoppa publicerandet av negativa artiklar; mer specifikt förhindrades uppgifter från två kvinnor (däribland Stormy Daniels) om förbindelser av sexuell natur de uppgav sig ha haft med Trump, genom avtal om att Trump skulle betala dem för deras tystnad. I det påföljande korsförhöret verkade försvarssidan att vilja ifrågasätta att Pecker talat sanning, genom att påtala att uppgiften om att Hicks delvis varit med på dessa möten inte nämndes i ett protokoll från ett förhör av FBI av Pecker år 2018. De fick dock be Pecker om ursäkt (inför juryn) för att ha givit ett sådant intryck (vilket de hävdade inte varit avsikten). (Uppgiften om Hicks fanns med i protokollet från nästa FBIförhör, påföljande vecka.)
Tisdag morgon hölls en kort förhandling (planerad till 90 minuter) utan juryn om de tio personangrepp åklagarsidan hävdade att Trump gjort sig skyldig till i trots mot en domstolsorder. Merchan begärde att åklagaren skulle exemplifiera, vilket han gjorde. Därefter förklarade försvaret att Trump bara svarat på det blivande vittnet Cohens angrepp mot Trump på sociala medier, samt att i de fall Trump bara länkat till eller på ett eller annat sätt inkluderat andra personers kritik av personer han förbjudits angripa hade han inte gjort sig skyldig till någon överträdelse av förbudet. Merchan begärde att försvaret skulle exemplifiera Cohens angrepp mot Trump, men detta var försvaret ej berett att göra. Merchan uttryckte också som sin mening att länkning eller inkludering vore aktiva handlingar, och därför täcktes av förbudet. När försvaret invände, begärde han stöd för försvarets tolkning (i form av prejudikat eller liknande), men inte heller detta var försvaret berett att göra. Försvaret fortsatte sedan att argumentera för de ståndpunkter de redan framfört, och avbröts till sist av domaren, som inte ville låta juryn vänta. Försvaret invände att åklagarsidan hade fått ta upp ungefär lika lång tid. Merchan förklarade att åklagaren hade använt tid för att besvara hans frågor, och gav försvaret en direkt tillrättavisning. Juryn släpptes in och huvudförhandlingen återupptogs, utan att domaren hade fattat beslut i frågan om Trumps påstådda domstolstrots.
Tredje veckan (vecka 17) inleddes med att domaren Merchan förklarade Trump "bortom allt rimligt tvivel" skyldig till domstolstrots vad gäller 9 av de 10 påstådda personangreppen. Trump beordrades att ta ner inläggen och att böta 1000 dollar för varje angrepp, och varnades för att fortsatt domstolstrots kan leda till att han fängslas. Åklagarsidan hävdade att Trump redan gjort sig skyldig till ytterligare fyra personangrepp.
Den 30 maj meddelade juryn att de funnit Trump skyldig till samtliga åtalspunkter. Domaren Merchan avsåg att meddela brottspåföljd den 11 juli.

## Överklagan
Direkt efter juryns beslut förklarade Trump att han tänkte överklaga målet. I det amerikanska rättssystemet innebär detta inte att en högre rätt skulle göra om den bevisvärdering som juryn (inte domaren) har gjort, utan att den skulle pröva om något rättegångsfel har begåtts. (Ett tänkbart rättegångsfel är dock att domaren inte underkänt juryns utslag som uppenbart stridande mot fakta, så en viss bevisprövning kan ändå förekomma.) Trump får inte överklaga innan påföljden meddelas den 11 juli; efter detta datum har han 30 dagar på sig. I detta fall kan en överklagan behandlas av en appellationsdomstol i New York. Om en sådan överklagan tas upp, så kan den knappast hinna bli färdigbehandlad innan dagen för 2024 års presidentval (den 5 november). Trump kan också försöka få USA:s högsta domstol att ta upp en överklagan, med motiveringen att åtalspunkterna delvis handlar om brott mot USA:s federala vallagar, eller att ett mer renodlat rättegångsfel (inte kopplat till delstatslagstiftningen) skulle ha begåtts.

## Reaktioner

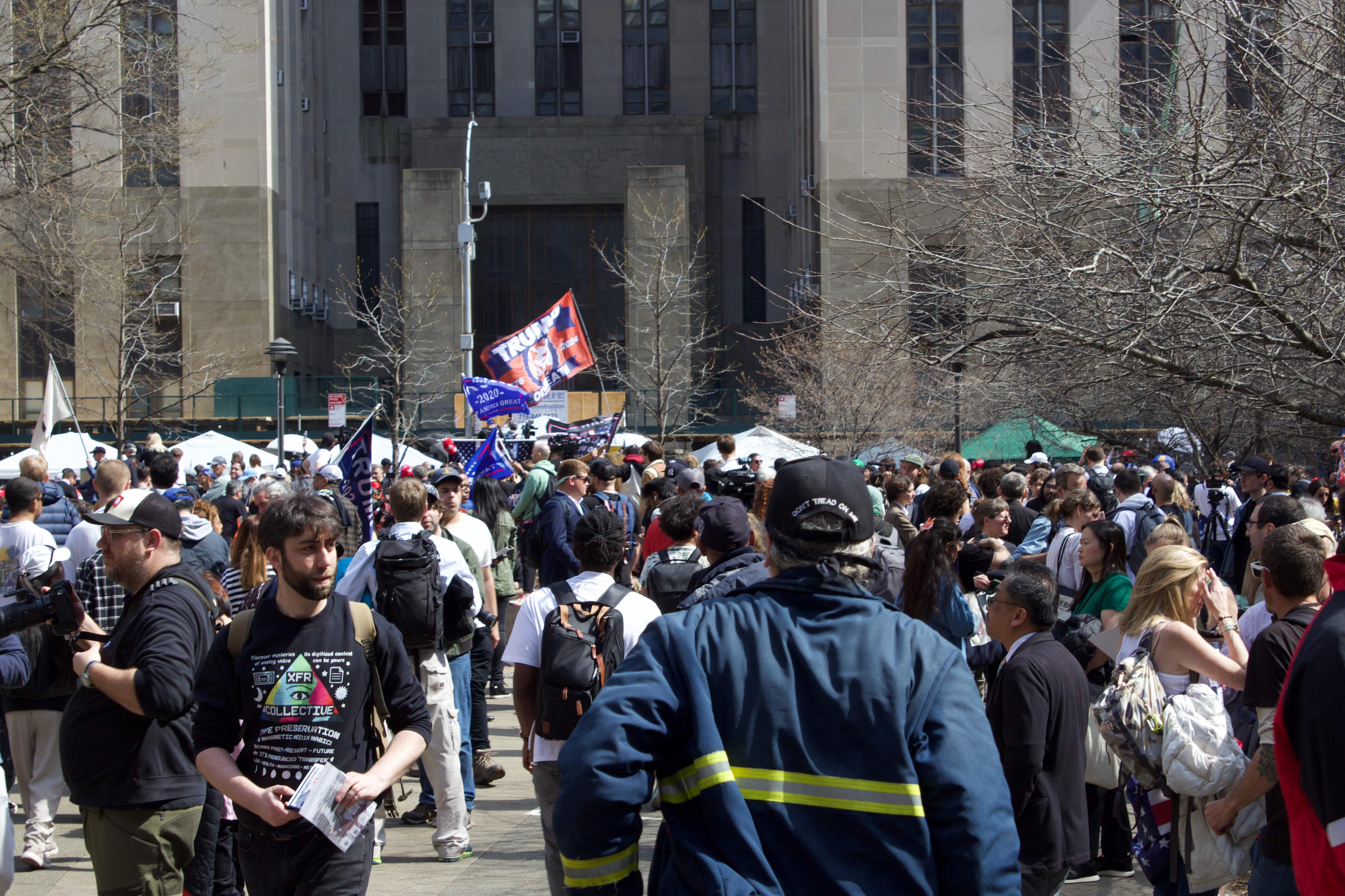
Trump-supportrar i närheten av domstolen på Manhattan i samband med den första rättegångsförhandlingen, 4 april 2023.

### Republikaner
De flesta republikaner, inklusive Trumps bekräftade och potentiella motståndare i primärvalet, har försvarat Trump och beskrivit åtalet som politiskt motiverat. Tidigare vicepresidenten Mike Pence har kallat åtalet för en ”skandal” och tidigare South Carolina-guvernören Nikki Haley beskrev det som att det ”handlar mer om hämnd än om rättvisa”. Florida-guvernören Ron DeSantis menar att åtalet är ”oamerikanskt” och kungjorde att Florida inte skulle medverka i någon eventuell utlämningsprocess. Representanthusets talman Kevin McCarthy har hotat med att inrätta en utredning angående distriktåklagare Braggs, enligt McCarthy, olovliga användning av federal lag i sitt åtal. Även den uttalade Trump-kritikern senatorn Mitt Romney från Utah har ifrågasatt åtalet som han menar har en ”politisk agenda”.

### Demokrater
President Joe Biden kommenterade juryns utslag med att konstatera att ingen står över lagen.

### Internationellt
Donald Trump har efter åtalet fått stöd av bland andra Ungerns premiärminister Viktor Orbán och El Salvadors president Nayib Bukele, som har kallat åtalet för politiskt.